# Revue archéologique de Narbonnaise
La Revue archéologique de Narbonnaise est une revue scientifique annuelle à comité de lecture, diffusée par les Presses universitaires de la Méditerranée, fondée en 1968 à l'initiative d'Hubert Gallet de Santerre, qui en a longtemps été le directeur.

## Présentation
La revue diffuse des études concernant principalement l'Antiquité au sein des régions Provence-Alpes-Côtes d'Azur, Languedoc-Roussillon, avec des extensions en Midi-Pyrénées et Rhône-Alpes. C'est l'une des 8 revues subventionnées par le Ministère de la Culture,.
Depuis 2011, la revue est également publiée en ligne sur le portail Persée. Les numéros publiés depuis plus de huit ans sont en accès libre.
Une collection de Suppléments est associée à la revue.